# Gmina Vidovec
Gmina Vidovec (chorw. Općina Vidovec) – gmina w Chorwacji, w żupanii varażdińskiej. W 2011 roku liczyła  5425 mieszkańców.